# Cantó d'Oulchy-le-Château
El cantó d'Oulchy-le-Château és un cantó francès del departament de l'Aisne, situat al districte de Soissons. Té 26 municipis i el cap és Oulchy-le-Château.

## Municipis
- Ambrief
- Arcy-Sainte-Restitue
- Beugneux
- Billy-sur-Ourcq
- Breny
- Buzancy
- Chacrise
- Chaudun
- Cramaille
- Cuiry-Housse
- Droizy
- Grand-Rozoy
- Hartennes-et-Taux
- Launoy
- Maast-et-Violaine
- Montgru-Saint-Hilaire
- Muret-et-Crouttes
- Nampteuil-sous-Muret
- Oulchy-la-Ville
- Oulchy-le-Château
- Parcy-et-Tigny
- Le Plessier-Huleu
- Rozières-sur-Crise
- Saint-Rémy-Blanzy
- Vierzy
- Villemontoire

## Història
| Data d'elecció                           | Identitat      | Partit                      | Qualitat |
| ---------------------------------------- | -------------- | --------------------------- | -------- |
| 1945-1949                                | Georges Monnet | SFIO, després divers droite |          |
| 1949-19..                                | Albert Belet   | Divers droite               |          |
| 19..-1972                                | Jacques Moquet | Divers droite, després UDR  |          |
| 1972-2001                                | Paul Girod     | CDP, després UDF            |          |
| 2001-                                    | Hervé Muzart   | UDF, després UMP            |          |
| les dades anteriors no són pas conegudes |                |                             |          |
|                                          |                |                             |          |

## Demografia
| A partir de 1990: Població sense dobles comptes |